# Inozit-triszfoszfát
Az inozit-triszfoszfát vagy inozit-1,4,5-triszfoszfát, röviden InsP3, Ins3P vagy IP3 inozit-foszfát jelzőmolekula. Egy sejtmembránban lévő foszfolipid, a foszfatidilinozit-4,5-biszfoszfát (PIP2) hidrolízisével állítja elő a foszfolipáz C (PLC). A digliceridekkel (DAG) együtt az IP3 a sejtkommunikációban fontos másodlagos hírvivő. Míg a DAG a membránban marad, az IP3 oldékony, a sejten átdiffundál, ott receptorához kötődik, mely az endoplazmatikus retikulumban lévő kalciumcsatorna. Ha az IP3 a receptorához kötődik, kalcium szabadul fel a citoszolba, több kalciumszabályzott sejtbeli jelt aktiválva.

## Jellemzői

### Képlet és molekulatömeg
Az IP3 szerves vegyület, molekulatömege 420,096 g/mol. Összegképlete C6H15O15P3. Inozitgyűrűből áll, ennek 1., 4. és 5. szénatomjához egy-egy foszfát-, a 2.-hoz, 3.-hoz és 6.-hoz egy-egy hidroxilcsoport kötődik.

### Kémiai tulajdonságai
A foszfátcsoportok egy oldat pH-jától függően 3 különböző formában létezhetnek. A foszforatomok 3 oxigénatomot köthetnek egyszeres, egy negyediket kettős kötéssel. Az oldat pH-ja, így a foszfátcsoport formája meghatározza képességét a többi molekula megkötésére. A foszfátcsoportok inozithoz kötése foszfor-észter kötéssel történik. Ez az inozit hidroxilcsoportjának szabad foszfáttal való dehidratációs egyesülése. Az átlagos fiziológiás pH körülbelül 7,4, így in vivo az inozithoz kötött foszfátcsoportok főképp PO2−4-ként vannak jelen. Így az IP3 negatív töltésű, ami fontos a receptor megkötésében annak pozitív aminosavaihoz való kötésével. Az IP3-nak 3 hidrogénkötés-donora van, ezek a 3 hidroxilcsoport. A 6. szénatom hidroxilcsoportja is fontos az IP3 kötésében.

### Receptorkötés

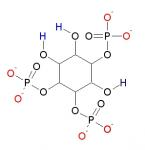
IP_{3}-anion az InsP3R-kötésben (sötétkék) résztvevő oxigén- (piros) és hidrogénatomok jelölésével

Az IP3 receptorához, az inozit-triszfoszfát-receptorhoz (InsP3R) való kötését először deléciós mutagenezissel tanulmányozták 1990-ben. Az IP3-recepptoor N-terminális oldalára fókuszáltak e tanulmányok. 1997-ben ismert lett az InsP3R kötésének 226. és 578. aminosava közt. Mivel az IP3 negatív töltésű, feltételezték pozitív töltésű aminosavak, például arginin vagy lizin szerepét. Két arginint találtak a 265. és 511. helyen, valamint egy lizint az 508.-on, ezekről kiderült, hogy fontosak az IP3-kötésben. Módosított IP3-at használva kiderült, hogy mindhárom foszfátcsoport kölcsönhat a receptorral, de nem egyenlő mértékben. A 4. és 5. szénatom foszfátjainak kölcsönhatása nagyobb, mint az 1. szén foszfátjáé vagy a 6. szén hidroxilcsoportjáé.

## Felfedezés
Hogy hormon befolyásolhatja a foszfoinozitid-metabolizmust, Mabel R. Hokin és Lowell E. Hokin fedezték fel 1953-ban, mikor felfedezték, hogy a radioaktív 32P-foszfát a hasnyálmirigyszeletek foszfatidilinozit felvételekor acetilkolinnal való stimulációkor. Addig a foszfolipideket inert szerkezetnek gondolták, melyet a sejtek csak membránjuk felépítésére használnak.
Ezután nem történt sok kutatás a PIP2-metabolizmus fontosságáról a sejtkommunikáció tekintetében 1975-ig, mikor Robert H. Michell feltételezett a PIP2 katabolizmusa és a sejten belüli Ca2+-szint növekedése közt. Feltételezte, hogy a PIP2 receptoraktivált hidrolízise a sejten belüli kalciummobilizációt okozó molekulát termelt. Ezt hosszan kutatták Michell és kollégái, akik 1981-ben kimutatták, hogy a PIP2-t DAG-dé és IP3-má bontja egy akkor ismeretlen foszfodiészteráz. 1984-ben felfedezték, hogy az IP3 másodlagos hírvivő, mely áthalad a citoplazmán az endoplazmatikus retikulum felé, ahol stimulálja a kalcium felszabadítását a citoplazmába.
További kutatások értékes invormációt adtak az IP3-útról, például 1986-ban felfedezték, hogy az IP3 által felszabadított kalcium többek közt aktiválja a fehérjekináz C-t (PKC). 1989-ben felfedezték, hogy a foszfolipáz C (PLC) felel a PIP2 hidrolíziséért DAG-re és IP3-ra. Mára az IP3 jól ismert, és ismert, hogy fontos számos kalciumdependens sejtkommunikációs út szabályzásában.

## Jelzőút

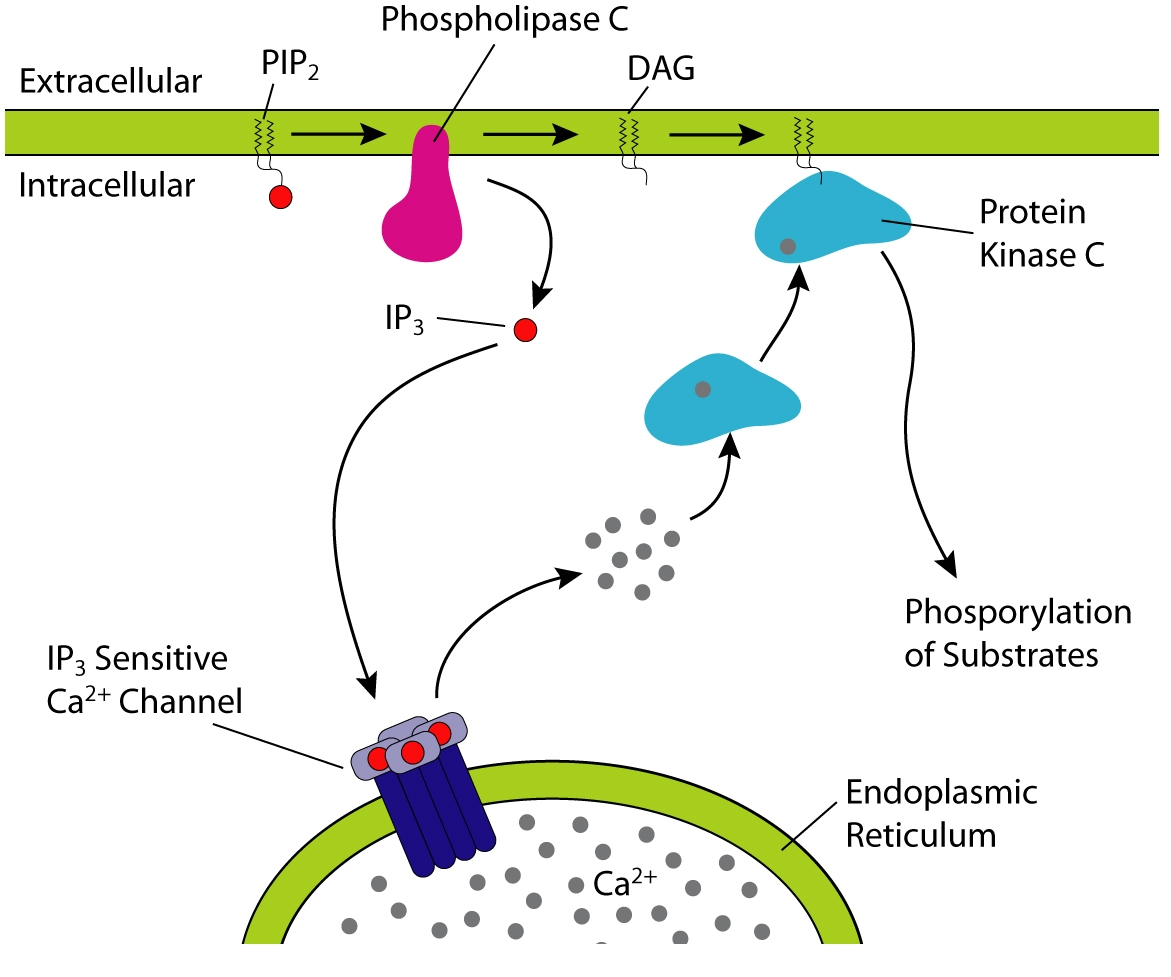
A PIP_{2} bomlása elindítja a sejten belüli kalciumfelszabadítást és a PKC-aktivációt

A sejten belüli Ca2+-koncentráció növekedése gyakran az IP3 aktivációja miatt történik. Ha egy Gq heterotrimer G-proteinhez kötött G-protein-kapcsolt receptorhoz (GPCR) ligandum kötődik, a Gq α alegysége köthet a PLC-β izozimhez, annak aktivitását indukálva, a PIP2> IP3 és DAG részekre való bontását okozva.
Ha az út aktiválásában receptortirozin-kináz (RTK) részt vesz, a PLC-γ izozim tirozinjai foszforilálhatók az RTK aktiválásakor, aktiválva a PLC-γ-t, lehetővé téve a PIP2 DAG-ra és IP3-ra bontását. Ez növekedési faktorokra, például inzulinra válaszolni képes sejtekben történik, mivel a növekedési faktorok az RTK aktiválásáért felelős ligandumok.
Az IP3 oldékony vegyület, és képes a citoplazmán át diffundálni az ER-ba vagy izomsejtek esetén a szarkoplazmatikus retikulumba (SR), miután a PLC révén létrejött. Az ER-ban az IP3 képes az InsP3R-hez, az ER felszínén található ligandumkapus Ca2+-csatornához kötni. Ez a Ca2+-csatornát megnyitja, kiengedve a kalciumot a citoplazmába. Szívizomsejtekben ez a Ca2+-növekedés aktiválja az SR-en lévő, rianodinrecetor által működtetett kaput, tovább növelve a kalciumszintet, e folyamat a kalciumindukált kalciumfelszabadítás. Az IP3 aktiválhat kalciumcsatornákat a sejtmembránon közvetetten a kalciumkoncentráció növekedésével.

## Funkció

### Humán
Az IP3 fő funkciói a Ca2+-tartalék mobilizációja és a sejtproliferáció és más szabad kalciumot igénylő sejtreakciók szabályzása. Simaizomsejtekben például a citoplazma-Ca2+ nüvekedése az izomsejt összehúzódását okozza.
Az idegrendszerben az IP3 másodlagos hírvivő, a legtöbb receptora a kisagyban található. Az IP3-receptorok fontosak a kisagyi Purkinje-sejtek plaszticitásának előidézésében.

### Tengerisünpeték
A tengerisünökben a polispermia lassú blokkolását a PIP2 másodlagos hírvivő rendszer mediálja. A receptorok aktivációja aktiválja a PLC-t, lebontva a PIP2-t, az IP3-at a petesejt-citoplazmába szabadítva. Ez az ER-be diffundál, ahol megnyitja a kalciumcsatornákat.

## Kutatás

### Huntington-kór
A Huntington-kór akkor jelenik meg, ha a citoszolikus huntingtin (Htt) N-terminális régiója 35 vagy több glutamint tartalmaz. Ez a módosult Htt a Httexp. Ez az 1-es típusú IP3-receptorokat érzékenyebbé teszi az IP3-ra, túlzott Ca2+-felszabadítást okozva az ER-ből. Ez megnöveli a citoszolikus és mitokondriális Ca2+-koncentrációt, mely feltehetően a GABAerg MSN-bontás oka.

### Alzheimer-kór
Az Alzheimer-kór az agy fokozatos leépülését jelenti, annak részeit súlyosan érintve. Az Alzheimer-kór Ca2+-hipotézisének felállítása óta több tanulmány kimutatta, hogy a Ca2+-jelzés zavarai az Alzheimer-kór elsődleges okai. A familiális Alzheimer-kórt a preszenilin 1 (PS1), preszenilin 2 (PS2) és amiloidprekurzor-protein (APP) mutációihoz kapcsolták. E gének mindegyik ismert mutáns formája abnormális Ca2+-jelzést okoz az ER-ben. A PS1 mutációi növelik az IP3-mediált Ca2+-felszabadítást az ER-ből állatmodellekben. Kalciumcsatorna-blokkolók használatosak voltak az Alzheimer-kór kezelésére némi sikerrel, és a lítiumot is javasolták az IP3-receptor hatékonyságának csökkentésére.

## Fordítás
Ez a szócikk részben vagy egészben  az   Inositol trisphosphate című angol Wikipédia-szócikk ezen változatának fordításán alapul.  Az eredeti cikk szerkesztőit annak laptörténete sorolja fel. Ez a jelzés csupán a megfogalmazás eredetét és a szerzői jogokat jelzi, nem szolgál a cikkben szereplő információk forrásmegjelöléseként.